# Djurgården 7

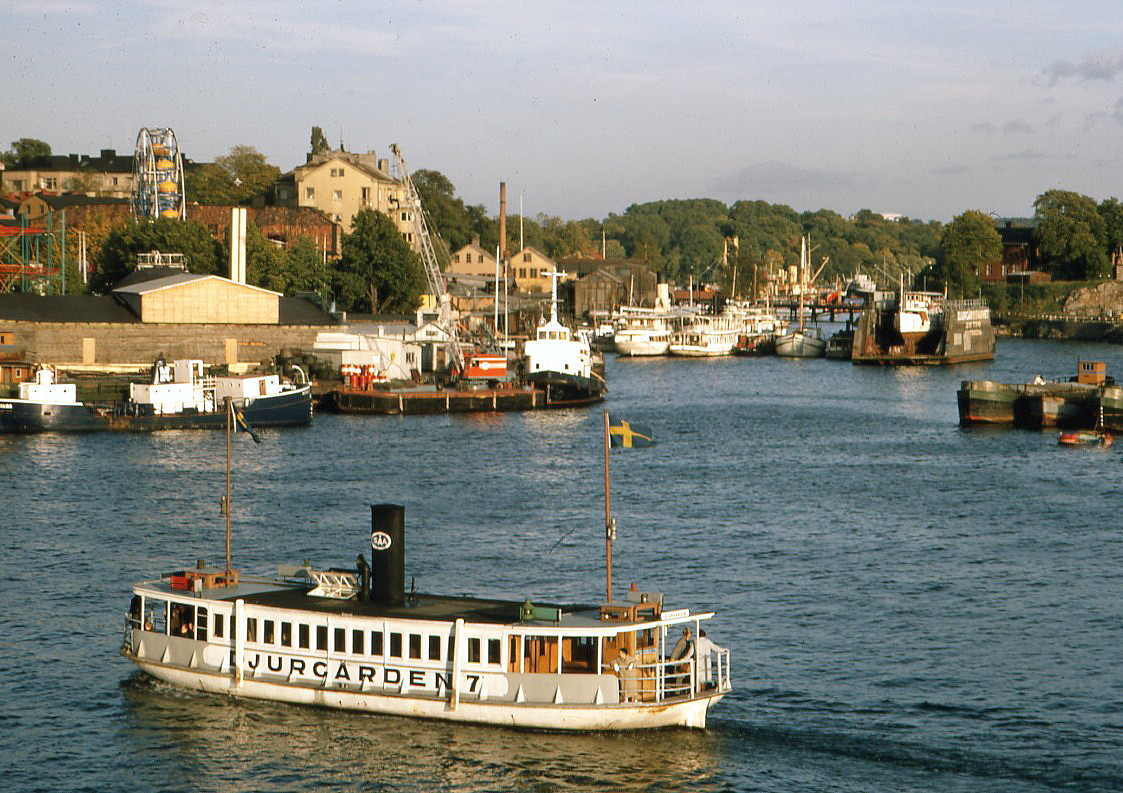
Djurgården 7 utanför Beckholmssundet

Djurgården 7 är ett passagerarfartyg i Stockholm. Fartyget byggdes 1893 och ägs av Strömma Turism & Sjöfart.
Djurgården 7 var den allra första färjan av den typ och det utseende, som så småningom skulle betraktas som den klassiska "Djurgårdsfärjan". Hon byggdes 1893 som personfärja av Järnvägs AB Stockholm-Saltsjön (numera Saltsjöbanan), där hon trafikerade sträckan Stadsgården – Karl XII:s torg för att föra Saltsjöbanans resenärer från stationen i Stadsgården till det mer centralt belägna färjeläget vid Karl XII:s torg. 
När Saltsjöbanan fick ny ändstation vid Slussen år 1937 såldes färjan till Västerås. Där byttes ångmaskinens koleldning mot oljeeldning och hon döptes om till Elba II. År 1953 förvärvades färjan av Stockholms Ångslups AB (SÅA) och fick sitt gamla namn "Djurgården 7" tillbaka. 
År 1971 övertogs Djurgården 7 av Waxholmsbolaget som bytte ut den gamla ångmaskinen mot en dieselmotor.  Sedan våren 2004 ägs hon av Strömma Turism & Sjöfart.
Sedan år 2021 har hon sommartid varit inchartrad för trafik mellan Nya varvet och Stenpiren (egentligen residensbron) i Göteborg under namnet Nya varvet-färjan.